# Ana Xylaloe
Ana Xylaloe foi uma imperatriz-consorte de Trebizonda, esposa de Manuel I de Trebizonda, a partir de 1238. Ela morreu antes do marido em data desconhecida na década de 1240.

## Etimologia
"Xylaloe" é a transliteração para o alfabeto latino do termo grego para "agar", um cerne resinoso de árvores dos gêneros Aquilaria e Gyrinops, grandes perenifólias nativas do sudeste da Ásia. Pedânio Dioscórides mencionou o termo como sendo uma Aloe do subcontinente indiano, provavelmente uma confusão por causa da similaridade do nome dos dois produtos.

## Imperatriz
Ana é mencionada brevemente na crônica de Miguel Panareto: depois da morte de Manuel, "a seu pedido e escolha, seu filho com a imperatriz Ana Xylaloe, o senhor Andrônico Comneno, o sucedeu no trono e reinou por três anos. E morreu em 6774 [1226]". Ela é única das três esposas de Manuel que Panareto chama de "imperatriz" diretamente.
Assume-se que ela tenha sido a primeira delas, tendo os dois se casado por volta de 1235. O único filho do relacionamento, Andrônico, morreu antes de seus meio-irmãos Jorge, João e Teodora. Por isto, acredita-se que ele tenha sido o mais velho.
Manuel teve pelo menos duas filhas cuja mãe não foi mencionado. É possível que elas sejam de Ana ou das outras duas esposas. Uma delas se casou com Demétrio II da Geórgia e a outra, com um de seus "didebuls". Embora mencionado em genealogias modernas como um nome, "didebul" é na verdade um título. De acordo com Christopher Buyers, os "didebuls" eram "nobres não-hereditários de alta patente, mais alta que o aznaur, geralmente detido pelos que estavam à serviço do estado".
Kuršanskis acredita que a embaixada trebizondina que Manuel enviou ao rei Luís IX da França em 1253 pedindo uma das princesas de sua casa para um casamento fornece uma data terminus post quem para a morte de Ana. Quando Luís recusou a aliança, Kuršanskis defende que Manuel então se casou com Irene Siricena.